# حور باميري
حور باميري (الاسم العلمي:Populus pamirica) هو نوع من النباتات يتبع جنس الحور من الفصيلة الصفصافية.